# Route nationale 31a (Madagascar)
Pour les articles homonymes, voir Route 31A.
La route nationale 31a (N 31a) est une route nationale s'étendant de Bealanana jusqu'à Antsohihy à Madagascar.

## Description
La route nationale 31a parcourt 71 km dans la région de Sofia.
Elle part de la  N 6 à Ankerika et se dirige vers le nord-ouest jusqu'à Analalava à l'extrémité ouest de la baie de Loza sur la côte nord-ouest.
Listes 

## Parcours
- Analalava
- Ankerika (Croisement de la N 6)